# Gorenje, Lukovica
Gorenje je naselje v Občini Lukovica.

## Izgovorjava imena Gorenje
Gorenje
(Gorénje, v Gorénjah, gorénjski, Gorénjci)

## Od kod ime
Vas, ki je nastala na vzpetini nad obstoječim - starejšim naseljem, je gornja vas - Gorenje (Gorenjane).

## Zgodovina
V najstarejši znani listini 23. julija 1385 so to krajevno ime zapisali Goreynach. V urbarju mesta Kamnik in kamniškega deželskega sodišča, ki je z županijsko upravo nastal konec 14. stoletja in je shranjen v Državnem arhivu na Dunaju, je imenovan tudi Martin iz Gorenj (von Korenach). V urbarju samostanske posesti Velesovo iz leta 1458 je omenjen kmet Pavel, V Gorenjah (Gorenach) je bil po kamniškem urbarju leta 1477 kmet Anže Volf, pred njim pa je na domačiji sedel Marin. Anže je imel naslednje dajatve: pravo - dajatev v sv. Juriju 21 šilingov, dajatev za seno 31 šilingov, svinjski davek 30 šilingov, šest škafov - mernikov ovsa, dajatev v sv. Mihaelu 12 šilingov, denar namesto sira, 24 šilingov, sedem kokoši, 20 jajc, v pustu dajatev po osem šilingov, za želodec ali namesto želodca po en šiling, namesto prediva pa po pet šilingov na leto. Dajal je še po en škaf pšenice in en škaf ovsa, in ob žetvi še po en škaf ovsa, eno kokoš, dve pogači in po dva šilinga za vino. V urbarju je omenjen še neki Marin iz Gorenj.